# Memići (Federacja Bośni i Hercegowiny)
Memići – wieś w Bośni i Hercegowinie, w Federacji Bośni i Hercegowiny, w kantonie tuzlańskim, w gminie Kalesija. W 2013 roku liczyła 1453 mieszkańców, z czego większość stanowili Boszniacy.